# Sandra Antelo
Sandra Antelo (20 de septiembre de 1968) es una exatleta boliviana que participó en los Juegos Olímpicos de Barcelona 1992 en los 4 × 400 metros femeninos.

## Trayectoria
Antes de participar en los Juegos Olímpicos formó parte del equipo boliviano que acudió al Campeonato Iberoamericano de Atletismo en Sevilla. Participó en el 4 x 100 junto a Moré Galetovic, Ana María Luzio y Jacqueline Soliz, terminando en sexto lugar con un tiempo de 48.56, y en el 4 x 400 junto a Galetovic, Amparo Burgos y Soliz, siendo cuartas con un tiempo de 3:55.46. En los Juegos disputó el 4 x 400 junto a Soliz, Gloria Burgos y Galetovic. Fueron eliminadas tras quedar séptimas en la segunda serie clasificatoria con un tiempo de 3:53.65.
Fue presidenta de la Asociación Cruceña de Atletismo.